# Xã Jackson, Quận Huntingdon, Pennsylvania
Xã Jackson (tiếng Anh: Jackson Township) là một xã thuộc quận Huntingdon, tiểu bang Pennsylvania, Hoa Kỳ. Năm 2010, dân số của xã này là 872 người.